# Gun Röring
Gun Röring (Umeå, 16 juni 1930 - Umeå, 17 maart 2006) was een Zweeds turnster. 
Röring won tijdens de Olympische Zomerspelen 1952 in het Finse Helsinki samen met haar ploeggenoten de gouden medaille in het onderdeel landenwedstrijd draagbaar gereedschap.

## Resultaten

### Olympische Zomerspelen
| Jaar | Plaats   | Resultaten                                                                              |
| ---- | -------- | --------------------------------------------------------------------------------------- |
| 1952 | Helsinki | in de landenwedstrijd draagbaar gereedschap 4e in de landenwedstrijd 23e in de meerkamp |

1952: Evy Berggren, Vanja Blomberg, Ann-Sofi Colling, Karin Lindberg, Hjördis Nordin, Göta Pettersson, Gun Röring, Ingrid Sandahl ·
1956: Andrea Bodó, Erzsébet Gulyás, Ágnes Keleti, Alíz Kertész, Margit Korondi, Olga Tass